# Az-Zabadani (dystrykt)
Az-Zabadani (arab. منطقة الزبداني) – jedna z 10 jednostek administracyjnych drugiego rzędu (dystrykt) muhafazy Damaszek w Syrii. Jest położona w południowej części kraju. Graniczy od wschodu z dystryktami Kadsijja i At-Tall, od południa z dystryktem Kadsijja, od zachodu również z dystryktem Kadsijja, a od północy z Libanem.
W 2004 roku dystrykt zamieszkiwało 105 342 osób.